# Systemair
Systemair est un fabricant d'équipement de ventilation. Le siège social est situé en Suède, à Skinnskatteberg, où il a été fondé en 1974 par Gerald Engrström. La société a été introduite en bourse en 2007, est présente dans 50 pays en travers du monde grâce à ses 70 sociétés employant plus de 6 000 personnes.

## En France
En France, la filiale Systemair AC SAS est spécialisée dans la conception, fabrication et vente de produits et systèmes d'air conditionné, la filiale Systemair SAS est dans le domaine de la ventilation.
Systemair arrive en France en juillet 2014 après le rachat de l'usine de Tillières-sur-Avre, à la suite du dépôt de bilan de Airwell France en avril 2014. En 2020, le site emploie environ 300 personnes.
Le groupe Systemair avait précédemment racheté l'usine Airwell en 2011, située en Italie, à Barlassina.